# Tschiertschen
Tschiertschen foi uma comuna da Suíça, no Cantão Grisões, com cerca de 215 habitantes. Estendia-se por uma área de 21,39 km², de densidade populacional de 10 hab/km². Confinava com as seguintes comunas: Arosa, Churwalden, Lüen, Molinis, Pagig, Parpan, Praden, Vaz/Obervaz.
A língua oficial nesta comuna era o Alemão.

## História
Em 1 de janeiro de 2009, passou a formar parte da nova comuna de Tschiertschen-Praden.